# Нуэве-де-Хулио (департамент, Чако)
Департамент Нуэве-де-Хулио (исп. Departamento de Nueve de Julio) — департамент в Аргентине в составе провинции Чако.
Территория — 2097 км². Население — 28 555 человек. Плотность населения — 13,6 чел./км².
Административный центр — Лас-Бреньяс.

## География
Департамент расположен на западе провинции Чако.
Департамент граничит:
- на севере — с департаментом Альмиранте-Браун
- на северо-востоке — с департаментом Хенераль-Бельграно
- на юго-востоке — с департаментом О’Хиггинс
- на юго-западе — с департаментом Чакабуко
- на северо-западе — c провинцией Сантьяго-дель-Эстеро

## Административное деление
Департамент включает 1 муниципалитет:
- Лас-Бреньяс

## Важнейшие населенные пункты[3]
| № | Населённый пункт | Населённый пункт (исп.) | Категория | Население чел. (2010) | На карте                        |
| - | ---------------- | ----------------------- | --------- | --------------------- | ------------------------------- |
| 1 | Лас-Бреньяс      | Las Breñas              | город     | 22 953                | 27°05′22″ ю. ш. 61°04′58″ з. д. |